# The Blue Veil
The Blue Veil (bra: Ainda Há Sol em Minha Vida; prt: O Véu Azul) é um filme estadunidense de 1951, do gênero drama, dirigido por Curtis Bernhardt e estrelado por Jane Wyman e Charles Laughton.

## A produção
Maior sucesso da dupla de produtores Jerry Wald e Norman Krasna, o filme tem as mulheres como público alvo.
O roteiro, edificante, sentimental e manipulador, com um final artificialmente feliz, levou as espectadoras às lágrimas, e assegurou lucros de 450 mil dólares, em valores da época, à RKO Radio Pictures.
Jane Wyman recebeu uma indicação ao Oscar de Melhor Atriz pelo seu festejado desempenho. Joan Blondell também foi indicada, na categoria de Melhor Atriz Coadjuvante. De um modo geral, todo o elenco merece elogios.
Para Ken Wlaschin, este é um dos 10 melhores filmes da carreira de Jane Wyman.

## Sinopse
Após perder o marido e um bebê na Primeira Guerra Mundial, Louise Mason dedica sua vida a cuidar dos filhos dos outros. O tempo passa e 30 anos depois, já sem forças e sem posses, ela está sozinha e abandonada. Entretanto, aquelas crianças que estiveram a seus cuidados, hoje cresceram e vêm em seu socorro.

## Premiações
| Prêmio       | Categoria                                                          | Situação                                                |
| ------------ | ------------------------------------------------------------------ | ------------------------------------------------------- |
| Oscar        | Melhor Atriz (Jane Wyatt) Melhor Atriz Coadjuvante (Joan Blondell) | Indicado[carece de fontes?] Indicado[carece de fontes?] |
| Golden Globe | Melhor Atriz em Filme Dramático (Jane Wyatt)                       | Vencedor[carece de fontes?]                             |

## Elenco
| Ator/Atriz        | Personagem                 |
| ----------------- | -------------------------- |
| Jane Wyatt        | Louise Maison              |
| Charles Laughton  | Fred K. Begley             |
| Joan Blondell     | Annie Rawlins              |
| Richard Carlson   | Gerald Kean                |
| Agnes Moorehead   | Senhora Palfrey            |
| Don Taylor        | Doutor Robert Palfrey      |
| Audrey Totter     | Helen Williams             |
| Cyril Cusack      | Frank Hutchins             |
| Everett Sloane    | Promotor de justiça        |
| Natalie Wood      | Stephanie Rawlins          |
| Vivian Vance      | Alicia                     |
| Carleton G. Young | Henry Palfrey              |
| Alan Napier       | Professor George Carter    |
| Warner Anderson   | Bill Parker                |
| Les Tremayne      | Joplin                     |
| Hazel Keener      | Enfermeira (não-creditada) |